# The Daily Caller
The Daily Caller es un sitio web de noticias y opinión de derecha con sede en Washington D. C.. Fue fundado por el presentador de Fox News Tucker Carlson y el experto político Neil Patel en 2010. Lanzado como una «respuesta conservadora a The Huffington Post», The Daily Caller cuadruplicó su audiencia y se volvió rentable en 2012, superando a varios sitios web rivales en 2013. The Daily Caller es miembro del grupo de prensa de la Casa Blanca.
The Daily Caller ha publicado historias falsas en múltiples ocasiones. El sitio web publica artículos que cuestionan el consenso científico sobre el cambio climático. Hasta 2018, el sitio web también había publicado artículos de supremacistas blancos como Jason Kessler y Peter Brimelow. Después de la partida de Scott Greer como editor adjunto de The Daily Caller en junio de 2018, se reveló que publicó artículos que defendían puntos de vista nacionalistas blancos, racistas, antinegros y antisemitas bajo un seudónimo en publicaciones supremacistas blancas.
En junio de 2020, Carlson abandonó el sitio. Patel confirmó que había comprado la participación de Carlson y trajo a un nuevo socio, un demócrata musulmán estadounidense. The Daily Caller se convirtió a partir de entonces en una empresa dirigida por minorías.